# Морская пехота Бразилии

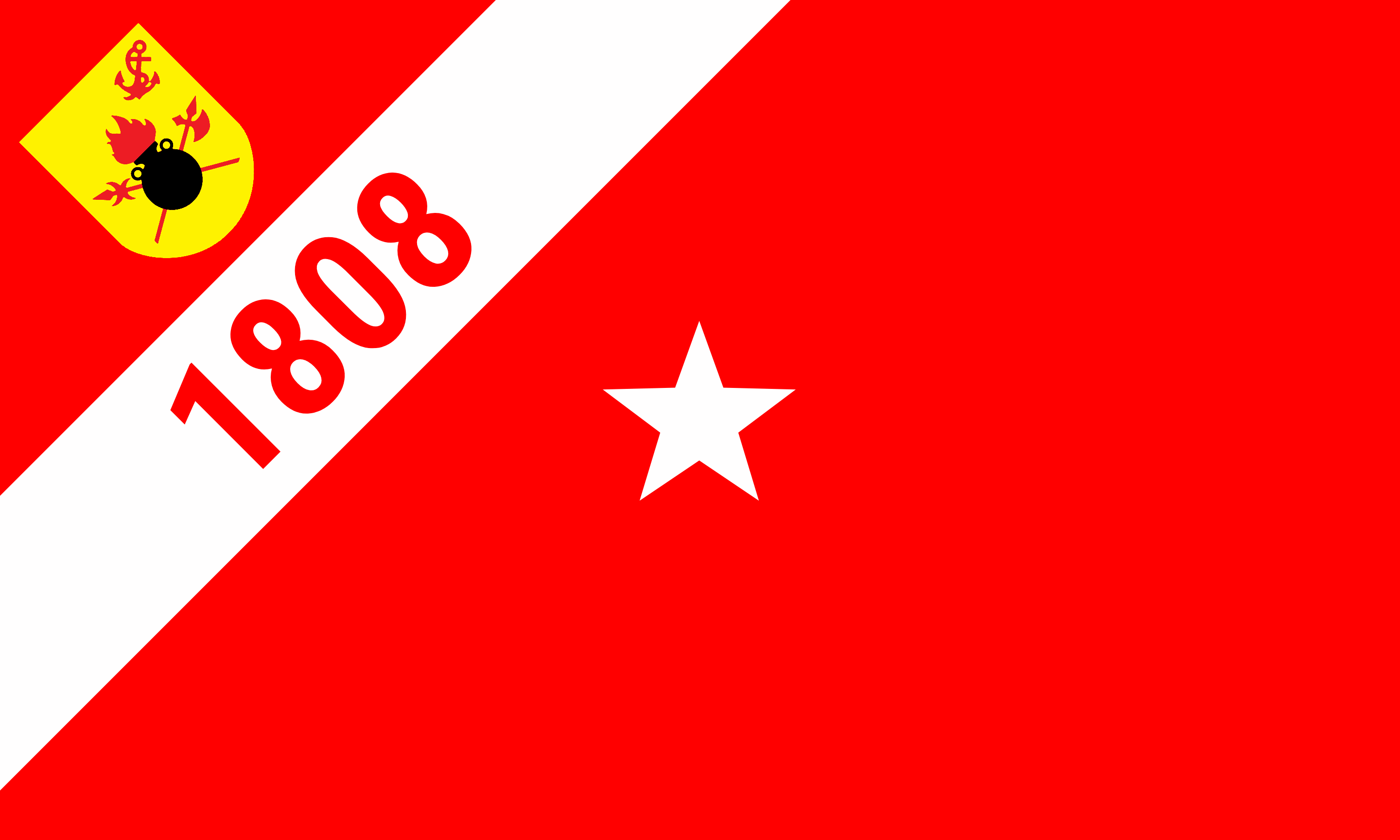
Флаг корпуса морской пехоты ВС Бразилии.

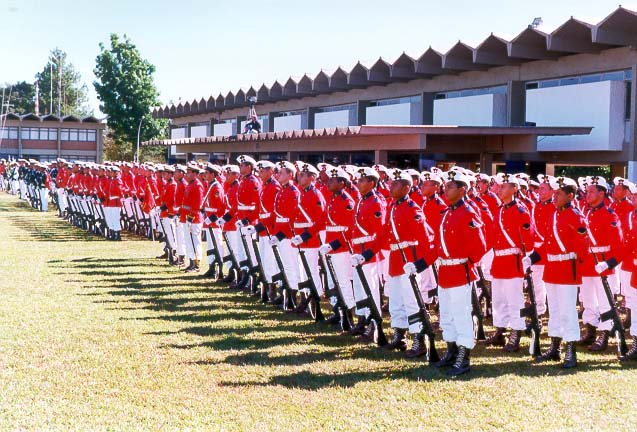
Бразильские морские фузилёры (пехотинцы).

Морская пехота Бразилии — род сил (войск) в вооружённых силах Федеративной Республике Бразилия.
В Бразилии называется Корпусом морских фузилёров (порт. Corpo de Fuzileiros Navais) и является старейшей в Латинской Америке. Корпус был образован в 1808 году после бегства в Бразилию Жуана VI. Бразильская морская пехота также является крупнейшей в Латинской Америке среди формирований подобного рода.

## Организация КМФ
Корпус морской пехоты (порт. Corpo de Fuzileiros Navais)
- Главное командование корпуса морской пехоты (порт. Comando-Geral do Corpo de Fuzileiros Navais (CGCFN))
- Командование сил морской пехоты на флоте (порт. Comando da Força de Fuzileiros da Esquadra (ComFFE))
  - Силы морской пехоты на флоте (порт. Força de Fuzileiros da Esquadra (FFE))
    - Амфибийная дивизия (порт. Divisão Anfíbia (DivAnf))
    - Подразделение усиления (порт. Tropa de Reforço (TrRef))
    - Командование десантного подразделения (порт. Comando da Tropa de Desembarque (ComTrDbq))
    - База морской пехоты Рио-Мерити (порт. Base de Fuzileiros Navais do Rio Meriti (BFNRM))
    - Батальон специальных операций (Тонелеро)[2] (порт. Batalhão de Operações Especiais (Tonelero))
- Группы морской пехоты (порт. Grupamentos de Fuzileiros Navais)
  - Группа морской пехоты Рио-де-Жанейро Grupamento de Fuzileiros Navais do Rio de Janeiro, RJ (1º Distrito Naval)
  - Группа морской пехоты Салвадора Grupamento de Fuzileiros Navais de Salvador, BA (2º Distrito Naval)
  - Группа морской пехоты Наталa Grupamento de Fuzileiros Navais de Natal, RN (3º Distrito Naval)
  - Группа морской пехоты Белена Grupamento de Fuzileiros Navais de Belém, PA (4º Distrito Naval)
  - Группа морской пехоты Риу-Гранди Grupamento de Fuzileiros Navais de Rio Grande, RS (5ºDistrito Naval)
  - Группа морской пехоты Ладариу Grupamento de Fuzileiros Navais de Ladário, MS (6º Distrito Naval)
  - Группа морской пехоты Бразилиа Grupamento de Fuzileiros Navais de Brasília, DF (7º Distrito Naval)
  - Батальон речных операций, Манаус (порт. Batalhão de Operações Ribeirinhas, Manaus, AM (9º Distrito Naval))

## Техника и вооружение
| Тип              | Производство | Назначение       | Количество   | Примечания   |              |
| Бронетехника     | Бронетехника | Бронетехника     | Бронетехника | Бронетехника | Бронетехника |
| ---------------- | ------------ | ---------------- | ------------ | ------------ | ------------ |
| SK-105 Kürassier | Австрия      | лёгкий танк      | нет данных   |              |              |
| AAV-7A1          | США          | бронетранспортёр | нет данных   |              |              |
|                  |              |                  |              |              |              |
|                  |              |                  |              |              |              |
|                  |              |                  |              |              |              |
|                  |              |                  |              |              |              |
|                  |              |                  |              |              |              |

## Знаки различия

### Генералы и офицеры
| Категории               | Генералы         | Генералы                 | Генералы             | Генералы            | Старшие офицеры            | Старшие офицеры       | Старшие офицеры       | Младшие офицеры    | Младшие офицеры      | Младшие офицеры    | Младшие офицеры      |
| ----------------------- | ---------------- | ------------------------ | -------------------- | ------------------- | -------------------------- | --------------------- | --------------------- | ------------------ | -------------------- | ------------------ | -------------------- |
|                         | 30px             | 30px                     | 30px                 | 30px                | 30px                       | 30px                  | 30px                  | 30px               | 30px                 | 30px               | 30px                 |
| Бразильское звание      | Almirante        | Almirante de Esquadra FN | Vice-Almirante FN    | Contra-Almirante FN | Capitão de Mar e Guerra FN | Capitão de Fragata FN | Capitão de Corveta FN | Capitão-Tenente FN | Primeiro Tenente FN  | Segundo Tenente FN | Guarda-Marinha FN    |
| Российское соответствие | Генерал армии MП | Генерал-полковник MП     | Генерал-лейтенант MП | Генерал-майор MП    | Полковник MП               | Подполковник MП       | Майор MП              | Капитан MП         | Старший лейтенант MП | Лейтенант MП       | Младший лейтенант MП |

### Сержанты и солдаты
| Категории               | Подофицеры   | Сержанты и старшины | Сержанты и старшины | Сержанты и старшины | Солдаты            | Солдаты                 | Солдаты                 |
| ----------------------- | ------------ | ------------------- | ------------------- | ------------------- | ------------------ | ----------------------- | ----------------------- |
|                         | 30px         | 30px                | 30px                | 30px                |                    |                         | 30px                    |
| Бразильское звание      | Suboficial   | Primeiro Sargento   | Segundo Sargento    | Terceiro Sargento   | Cabo               | Soldado Fuziliero Naval | Recruta Fuziliero Naval |
| Российское соответствие | Прапорщик MП | Старшина MП         | Старший сержант MП  | Сержант MП          | Младший сержант MП | Ефрейтор MП             | Рядовой MП              |

## Знаки на головные уборы

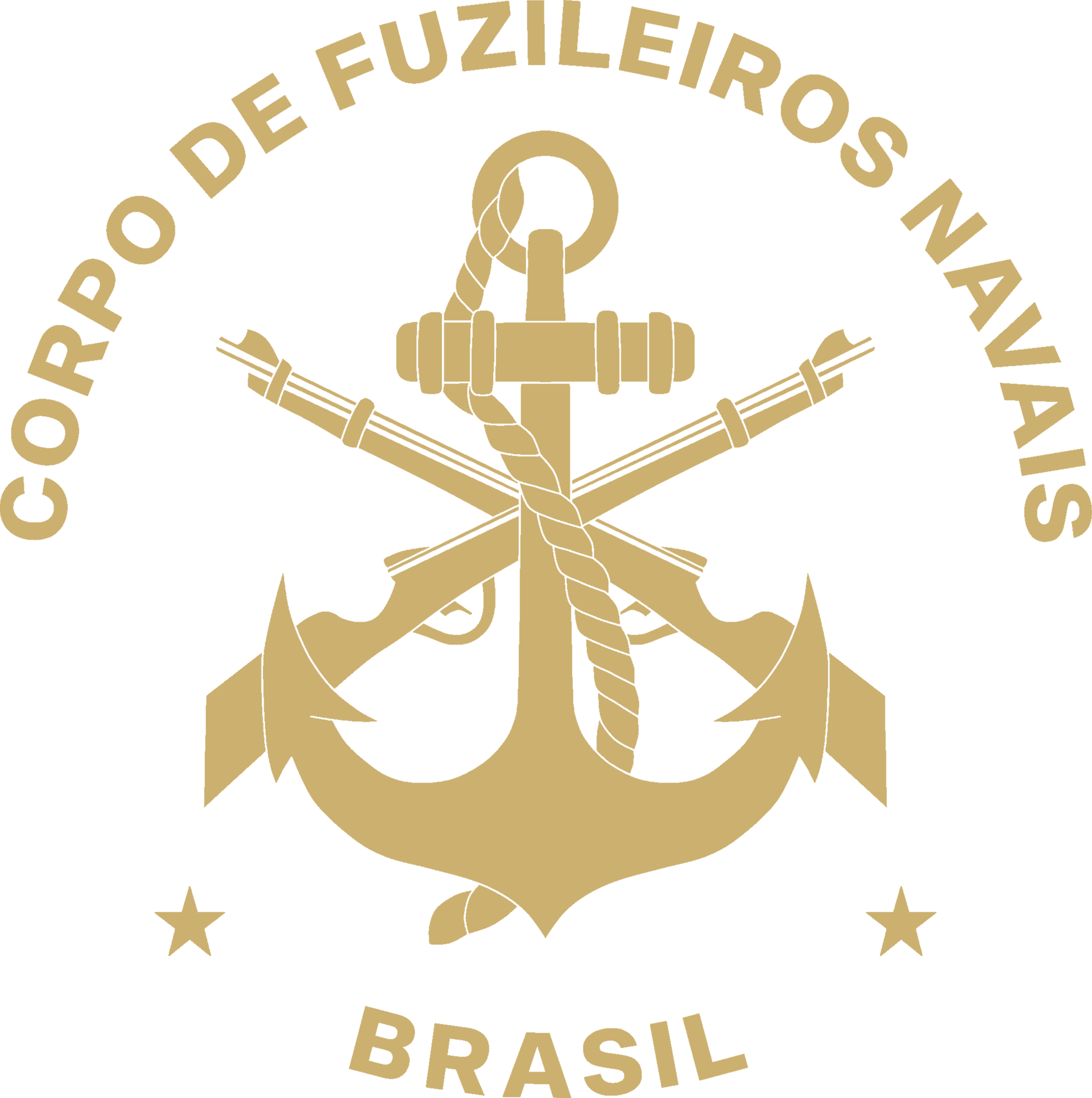
Знак на шотландскую шапку